# Nicolas Rochat Fernandez
Nicolas Rochat Fernandez, né le 9 décembre 1982 à Lausanne et originaire du Lieu, est une personnalité politique suisse, membre du parti socialiste et député du canton de Vaud au Conseil national de mai à décembre 2019.

## Biographie
Originaire du Lieu, Nicolas Rochat Fernandez naît à Lausanne le 9 décembre 1982.  
Après une enfance passée à la Vallée de Joux, où il effectue sa scolarité obligatoire, il entame sa carrière professionnelle en 2004 en tant que secrétaire syndical UNIA dans sa région d’origine.  
N’ayant qu'un diplôme de culture générale à la sortie de sa scolarité post-obligatoire, il doit se présenter aux examens d’admission de l’Université de Lausanne afin de poursuivre ses études. Il y obtient un bachelor en sciences politiques en 2009, puis un master en droit en 2013 à l’Université de Neuchâtel. Il travaille depuis comme juriste au sein du syndicat UNIA Nord Vaudois. 

## Parcours politique
Nicolas Rochat Fernandez s’engage très tôt en politique[réf. souhaitée]. À 19 ans, alors encore gymnasien, il est élu au Conseil communal du Chenit où il siège jusqu’en 2005[réf. souhaitée].  
Il est ensuite élu au Grand Conseil du canton de Vaud en 2008 puis à deux autres reprises jusqu’en 2019. Durant sa décennie au parlement vaudois, il a notamment été membre de la commission des affaires extérieures du canton de Vaud et vice-président de la commission de présentation des juges cantonaux[réf. souhaitée]. 
Entre 2011 et 2016, il est président du groupe socialiste au Grand Conseil et, de 2016 à 2019, membre du bureau du Grand Conseil vaudois en tant que deuxième vice-président.
En mai 2019, il remplace Rebecca Ruiz, élue conseillère d’État, au Conseil national. Il siège dans la Commission des transports et des télécommunications. 
Candidat à sa réélection en octobre 2019, il n'est pas réélu.